# Cunico (Itàlia)
Cunico, (Cuni o Cùnich en piemontès) és un municipi situat al territori de la província d'Asti, a la regió del Piemont (Itàlia).
Limita amb els municipis de Cortanze, Montechiaro d'Asti, Montiglio Monferrato, Piea i Piovà Massaia.
Pertanyen al municipi les frazioni de Bricco Forca, Cascine Fareto, Case Graglia, Case Negro, Castellero San Martino, Colombara, Lustra, Ronco, Stazione, Valcroce i Vallera.